# Chip Zien
Chip Zien (Milwaukee, 20 maart 1947), geboren als Jerome Herbert Zien, is een Amerikaans acteur.

## Biografie
Zien heeft de high school doorlopen aan de Whitefisch Bay High School in Whitefish Bay, hierna vervolgde hij zijn studie aan de Universiteit van Pennsylvania in Philadelphia (Pennsylvania).
Zien begon in 1973 met acteren in de televisieserie Love, American Style. Hierna heeft hij nog meerdere rollen gespeeld in televisieseries en films zoals Ryan's Hope (1981), Love, Sidney (1981–1983), As the World Turns (1995), The Siege (1998), All My Children (1999–2001) en United 93 (2006).
Zien is ook actief in het theater, hij maakte in 1974 zijn debuut op Broadway met de musical Ride the Winds in de rol van Inari. Hierna heeft hij nog meerdere rollen gespeeld op Broadway als op off-Broadway.

## Filmografie

### Films
Uitgezonderd korte films.
- 2022: Simchas and Sorrows - als Mortimer
- 2017: Little Evil – stiefvader therapeut
- 2012: Commentary – Clifford Blowman
- 2009: Rosencrantz and Guildenstern Are Undead – dr. Marsh
- 2006: United 93 – Mark Rothenberg
- 2006: Inseparable – Len
- 1999: Breakfast of Champions – Andy Wojeckowzski
- 1999: Pulp Comics: Caroline Rhea – vrijgezel
- 1998: The Siege – commandant
- 1998: Snake Eyes – Mickey Alter
- 1996: Cagney & Lacey: True Convictions – assistant officier van justitie Trayne
- 1995: Cagney & Lacey: The View Through the Glass Celling – assistant officier van justitie Trayne
- 1995: Die Schelme von Scheim – Treitel / The Donkey (stem)
- 1994: Mrs. Parker and the Vicious Circle – Franklin P. Adams
- 1992: Quiet Killer – dr. Lionel Katz
- 1987: Hello Again – verslaggever
- 1986: Howard the Duck – Howard T. Duck (stem)
- 1984: Grace Quigley – dr. Herman
- 1984: The House of God – Eddie
- 1981: So Fine – wijsneus in disco
- 1979: The Rose – verslaggever
- 1977: Off Campus – Josh

### Televisieseries
Uitgezonderd eenmalige gastrollen.
- 2018: House of Cards - als dr. Charles Rosen - 3 afl.
- 2018: Bull - als professor Jameson - 3 afl.
- 2016: The Night Of – dr. Katz (2 afl.)
- 2001–2002: Law & Order – Steven Cromwell (2 afl.)
- 2000–2001: Deadline – Sammy Klein (6 afl.)
- 1999–2001: All My Children – Donald Steele (8 afl.)
- 1999: The Guiding Light – Aiden Heath (? afl.)
- 1999: Now and Again – Gerald Misenbach (4 afl.)
- 1995–1997: Almost Perfect – Gary Karp (34 afl.)
- 1995: As the World Turns – Arthur Howell (? afl.)
- 1987: Shell Game – Bert Luna (6 afl.)
- 1983: Reggie – C.J. Wilcox (6 afl.)
- 1981–1983: Love, Sidney – Jason Stoller (29 afl.)
- 1981: Ryan's Hope – Daniel Thorne (6 afl.)

## Theaterwerk opBroadway
- 2023-2024 Harmony - als rabbijn
- 2021-2022: Caroline, or Change - als mr. Stopnick
- 2015: It Shoulda Been You - als Murray Steinberg
- 2013: The Big Knife - als Nat Danziger
- 2011: The People in the Picture – Yossie Pinsker
- 2008: The Country Girl – Phil Cook
- 2006–2008: Les Misérables – Thénardier
- 2005: Chitty Chitty Bang Bang – Goran
- 2002: The Boys from Syracuse – Dromio of Ephesus
- 1992–1993: Falsettos – Mendel
- 1989–1992: Grand Hotel – Otto Kringelein
- 1987–1989: Into the Woods – Baker
- 1980: The Suicide – Victor Victorovich
- 1974–1975: All Over Town – Charles Cogan / Louie / Laurent Demetrius / detective Kirby
- 1974: Ride the Winds – Inari

- International Standard Name Identifier: 0000 0000 5549 5144
- Library of Congress Control Number: n89623161
- MusicBrainz: 38b71efb-e360-4258-abb6-b8e0484a4ca2
- Nationale Bibliotheek van Israël: 987007327843305171
- Virtual International Authority File: 4076105
- WorldCat: E39PBJgMvJJWGhhfG4tXXFjpyd